# Ballon (gymnastique)
Pour les articles homonymes, voir Ballon.
 (mars 2023).
Si vous disposez d'ouvrages ou d'articles de référence ou si vous connaissez des sites web de qualité traitant du thème abordé ici, merci de compléter l'article en donnant les références utiles à sa vérifiabilité et en les liant à la section « Notes et références ».

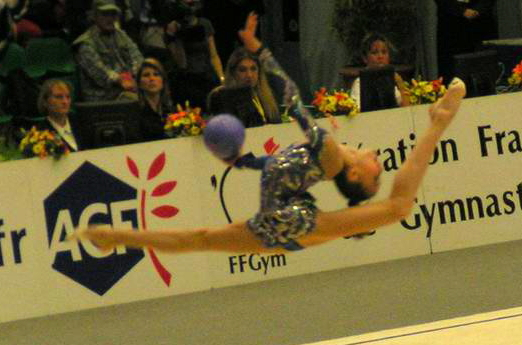
La Biélorusse Valeria Kurylskaya en saut au ballon, à Corbeil-Essonnes en 2004.

Le ballon est un engin de gymnastique rythmique.
Le ballon permet à la gymnaste de mettre en avant sa grâce et sa douceur. L'élément corporel dominant doit être la souplesse.
Le ballon est un engin difficile à manipuler car il ne doit jamais être agrippé, mais toujours en équilibre sur la main de la gymnaste. Il peut également rouler sur son corps ou au sol, rebondir ou encore être lancé au-dessus de la gymnaste.

## Caractéristiques
- Poids : 400 g minimum
- Diamètre : de 18 à 20 cm
- Matière : caoutchouc ou matière synthétique

## Routines célèbres
- Oksana Kostina en 1992.
- Maria Petrova en 1994.
- Yana Batyrchina en 1996.
- Yulia Barsukova en 1999-2000, sur la musique Le Cygne de Camille Saint-Saëns.
- Alina Kabaeva en 1999-2000, sur la musique Felicia d'Enrique Saborido.
- Simona Peïcheva en 2001-2002, sur la musique The Reprimand de Hans Zimmer.
- Irina Tchachina en 2003, sur la musique Mystic Moon de Bowfire.
- Evguenia Kanaïeva en 2009.
- Liubou Charkashyna en 2009-2010, sur la musique Embrace de Nicholas Gunn.